# Karel Švenk

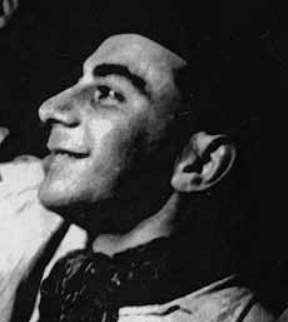
Karel Švenk

Karel Švenk, gebürtig Karel Schwenk (* 17. März 1917 in Prag, Österreich-Ungarn; † 1. April 1945 bei Karlsberg) war ein tschechischer Komiker und Kabarettist.

## Leben
Švenk war in den letzten Jahren der Unabhängigkeit des tschechoslowakischen Staatsverbandes und auch noch während der Frühphase des Zweiten Weltkriegs ein gefeierter Komiker und später eine der führenden Persönlichkeiten bei der Gestaltung des kulturellen Lebens im Ghetto Theresienstadt. Er gehörte dem politisch linken Spektrum an und arbeitete als Schauspieler, Autor, Regisseur und Komponist sowohl in Prag als auch in der tschechischen Provinz.
Im November 1941 wurde er mit dem ersten Transport nach Theresienstadt deportiert. Dort traf Švenk auf den gleichfalls internierten Komponisten Rafael Schächter und stellte mit ihm im Rahmen sogenannter Kameradschaftsabende Kabarettrevuen auf die Beine, darunter Die verlorene Essensmarke. Seine Komposition der heimlichen Lagerhymne, des „Theresienstädter Marschs“, machte ihn unter den Mithäftlingen schlagartig berühmt. Im Herbst 1942 stand er mit dem Puppenspieler Otto Neumann und der Tänzerin Kamila Rosenbaumová in der von der Lagerleitung in Auftrag gegebenen Pseudodokumentation Theresienstadt 1942 vor der Kamera. Švenks berühmteste Kabarettrevue sollte Der letzte Radfahrer werden. Diese satirische, antinazistische Aufführung wurde jedoch bereits nach der Kostümprobe von der Lagerleitung zensiert.
Anfang Oktober 1944 wurde Karel Švenk nach Auschwitz deportiert. Nach einem Monat verlegte man ihn in eine Fabrik nach Meuselwitz bei Leipzig. Die dort zu leistende Schwerstarbeit bei katastrophaler Verpflegung ruinierte Švenks bereits stark angeschlagene Gesundheit endgültig. Im Frühjahr 1945 wurde Švenk mit Zielort Mauthausen abtransportiert. Während dieses Transports in einem Viehwaggon verstarb der ausgemergelte KZ-Häftling.

## Film
- 1997: Diese Tage in Terezín, Regie: Sibylle Schönemann